# Alberto Bertuccelli
Pour les articles homonymes, voir Bertuccelli.
Alberto Bertuccelli (né le 14 janvier 1924 à Viareggio dans la province de Lucques et mort le 15 août 2002 dans la même ville) est un joueur de football italien.

## Biographie

### Club
Il commence sa carrière dans le club de l'Associazione Sportiva Lucchese-Libertas en 1945. À l'été 1949, alors qu'il devait au départ être acheté par le Torino Football Club, voulant se reconstruire après la tragédie de Superga. Toutefois, il s'agit de l'autre équipe de Turin, la Juventus Football Club qui prend le devant et parvient à faire signer le joueur. Il débute avec l'équipe bianconera le 11 septembre 1949 lors d'une victoire de Serie A 5-2 sur la Fiorentina.
À la Juventus, il reste en tout cinq saisons, totalisant 144 matchs ainsi que deux buts (dont un d'eux lors du Derby de Turin contre le Torino). Il remporte également avec le club deux scudetti.
En 1954, il fut cédé à la Roma pour 23 millions de lires. En giallorosso, il ne joue que quelques matchs pour cause de blessure, et prend finalement sa retraite à la fin de la saison.
Il meurt le 15 août 2002 dans sa ville natale de Viareggio à cause d'un problème cardiocirculatoire.

### Sélection
Bertuccelli fit ses grands débuts avec la Squadra Azzurra (équipe nationale italienne) le 22 mai 1949 à Florence lors d'une victoire 3-1 contre l'Autriche.
Il fut convoqué pour disputer la coupe du monde 1950, mais dut se résigner à cause d'une blessure.

## Palmarès
Juventus
- Championnat d'Italie (2) :
  - Champion : 1949-50 et 1951-52.
  - Vice-champion : 1952-53 et 1953-54.